# Ik ben je moeder niet
Ik ben je moeder niet is een komische televisieserie die in 1995 en 1996 werd uitgezonden door de TROS. Er zijn twee seizoenen van deze serie gemaakt. Vanaf februari 2011 zendt Comedy Central Family de serie opnieuw uit.
De serie gaat over een thuiswerkende tekstschrijver met zijn twee tienerkinderen, die hij alleen moet opvoeden. Hij krijgt daarbij hulp van zijn huishoudster.

## Acteurs
| Personage                   | Acteur/actrice    | Seizoen     |
| --------------------------- | ----------------- | ----------- |
| Fred Kuitman                | Bert Kuizenga     |             |
| Manon Kuitman               | Silvana de Liefde |             |
| Peter Kuitman               | Jop Joris         |             |
| Trudy Ebbers                | Elsje de Wijn     |             |
| Magreet Halleveen           | Martine van Os    | (seizoen 1) |
| Danniëlle (Daan) van Buuren | Alexandra Blaauw  | (seizoen 2) |

## Afleveringen

### Seizoen 1
| Aflevering (seizoen) | Aflevering (serie) | Titel                     | Uitzenddatum  |
| -------------------- | ------------------ | ------------------------- | ------------- |
| 1                    | 1                  | American dream            | 10 maart 1995 |
| 2                    | 2                  | Met de billen bloot       | 17 maart 1995 |
| 3                    | 3                  | Zimmer frei               | 24 maart 1995 |
| 4                    | 4                  | Quitte of dubbel          | 31 maart 1995 |
| 5                    | 5                  | Oude liefde roest niet    | 7 april 1995  |
| 6                    | 6                  | Software house            | 15 april 1995 |
| 7                    | 7                  | Oog om oog                | 21 april 1995 |
| 8                    | 8                  | Een foto met een staartje | 28 april 1995 |
| 9                    | 9                  | Drank maakt meer kapot    | 5 mei 1995    |
| 10                   | 10                 | Thuiswerk                 | 12 mei 1995   |
| 11                   | 11                 | Zo vader, zo zoon         | 19 mei 1995   |
| 12                   | 12                 | Silent night, holy shit   | 2 juni 1995   |
| 13                   | 13                 | Zo zijn we niet getrouwd  | 9 juni 1995   |

### Seizoen 2
| Aflevering (seizoen) | Aflevering (serie) | Titel                             | Uitzenddatum     |
| -------------------- | ------------------ | --------------------------------- | ---------------- |
| 1                    | 14                 | Danniëlle, zeg maar Daan          | 25 januari 1996  |
| 2                    | 15                 | Peepshow                          | 1 februari 1996  |
| 3                    | 16                 | Liefde maakt doof                 | 8 februari 1996  |
| 4                    | 17                 | To be or wanna be                 | 15 februari 1996 |
| 5                    | 18                 | Ongewenste intimiteiten           | 22 februari 1996 |
| 6                    | 19                 | Krantvriendelijk                  | 29 februari 1996 |
| 7                    | 20                 | Who the Fuck Is Axel              | 14 maart 1996    |
| 8                    | 21                 | Schijnbewegingen                  | 28 maart 1996    |
| 9                    | 22                 | Gebroken harten, gekneusde enkels | 11 april 1996    |
| 10                   | 23                 | Prenatale depressie               | 25 april 1996    |
| 11                   | 24                 | In de armen van de wet            | 9 mei 1996       |
| 12                   | 25                 | De Zus van Trudy                  | 16 mei 1996      |
| 13                   | 26                 | Vakantiewerk                      | 23 mei 1996      |